# Hymn Ligi Mistrzów
Hymn Ligi Mistrzów – oficjalny utwór muzyczny rozgrywek Ligi Mistrzów UEFA.

## Hymn Ligi Mistrzów
Hymn Ligi Mistrzów jest adaptacją hymnu koronacyjnego pt. Zadok the Priest autorstwa Georga Fridericha Händla dokonaną przez Tony'ego Brittena w 1992 roku. Został wykonany przez Royal Philharmonic Orchestra. Refren śpiewany jest w trzech oficjalnych językach UEFA: angielskim, francuskim i niemieckim. Pełna wersja utworu trwa około trzech minut. Istnieją również krótsze warianty hymnu poprzedzające i kończące każdy mecz rozgrywany w ramach rozgrywek Ligi Mistrzów UEFA.

## Słowa hymnu
1.
Ce sont les meilleures équipes
Oto najlepsze zespoły
Sie sind die allerbesten Mannschaften
Oto najlepsze zespoły
The main event
Główne wydarzenie

Refren:
Die Meister
Mistrzowie
Die Besten
Najlepsi
Les Grandes Équipes
Największe zespoły
The Champions
Mistrzowie

2.
Une grande réunion
Wielkie spotkanie
Eine große sportliche Veranstaltung
Wielkie wydarzenie sportowe
The main event
Główne wydarzenie
Ils sont les meilleurs
Oni są najlepsi
Sie sind die Besten
Oni są najlepsi
These are the champions
To są mistrzowie

Refren:
Die Meister
Mistrzowie
Die Besten
Najlepsi
Les Grandes Équipes
Największe zespoły
The Champions
Mistrzowie

Refren:
Die Meister
Mistrzowie
Die Besten
Najlepsi
Les Grandes Équipes
Największe zespoły
The Champions
Mistrzowie